# Um Cântico para Leibowitz
Um Cântico para Leibowitz (A Canticle for Leibowitz) é um romance  pós-apocalíptico do escritor americano Walter M. Miller, Jr.. Foi publicado em 1960.
A ação passa-se num mosteiro católico localizado num deserto do que em tempos fizera parte do território dos Estados Unidos, depois de uma Guerra Nuclear, que praticamente destruiu a humanidade. A história desenvolve-se em três períodos separados por vários séculos, à medida que a civilização é reconstruída.

## Resumo do enredo

### Antecedentes
Os monges do mosteiro pertencentes à ficcional Ordem Albertiana de Leibowitz têm a função de preservar o que resta do conhecimento científico, através da recolha e cópia do pouco material escrito que escapou a um episódio apelidado de "Simplificação". Este episódio consistiu na revolta contra a Ciência que levou à criação das bombas nucleares e à guerra nuclear. Assim, praticamente tudo que era palavra escrita foi destruído e praticamente todos os letrados foram mortos. A iliteracia foi promovida e o uso da palavra "simplório" passou a ser usado com orgulho.

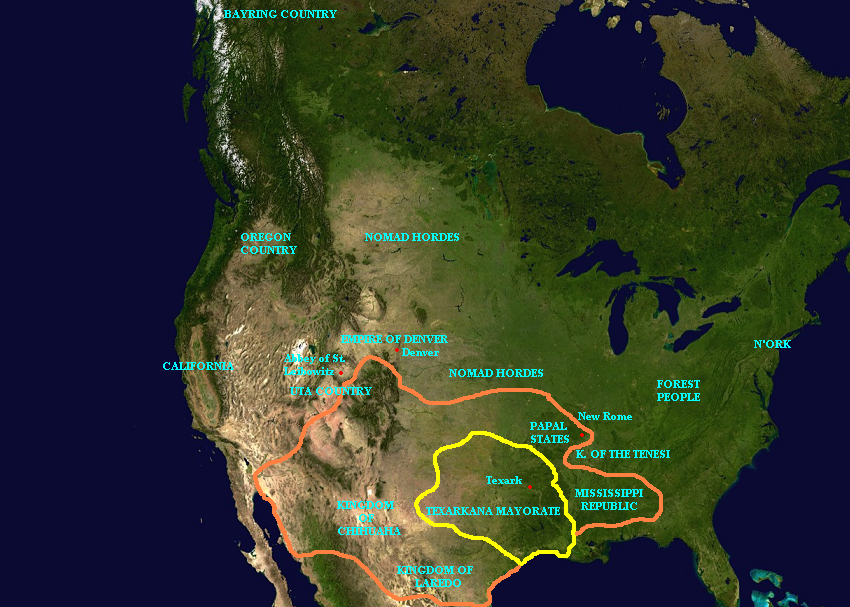
Mapa da América do Norte durante os eventos de "Fiat Lux".

### 1. Fiat Homo
A personagem principal desta parte é o irmão Francis Gerard. A ação passa-se no século XXVI, num contexto semelhante ao da Idade Média.

### 2. Fiat Lux
Em 3174 a Humanidade está a passar por um novo Renascimento, onde fenómenos como o eletricidade começam a ser redescobertos, em parte graças aos registos existentes no mosteiro.

### 3. Fiat Voluntas Tua
Em 3781 o desenvolvimento da Humanidade já terá ultrapassado o do século XXI.
O Mundo encontra-se à beira de uma nova guerra nuclear. 